# João Roby (Schiff)
Die João Roby, auch NRP João Roby (F487), ist eine Korvette der Baptista-de-Andrade-Klasse der portugiesischen Marine. Sie ist nach João Roby benannt, einem portugiesischen Offizier, der 1904 im Süden von Angola ums Leben kam.

## Aufgaben
Das Schiff wurde als leichtes Geleitschiff im Hochseeeinsatz konzipiert und später umgebaut, zur Sicherung des Seegebiets und der Interessen und Autorität Portugals auf See. Sie führt Such- und Rettungsmissionen im großen Seegebiet durch, ebenso Streifenfahrten und die Überwachung nationalen Rechts, zum Beispiel zum Schutz und Inspektion von Fischereischiffen und maritimer Ressourcen.

## Geschichte
Die João Roby wurde auf der spanischen Werft Bazan in Cartagena gebaut. Der Stapellauf fand am 3. Juni 1973 statt und am 18. März 1975 wurde das Schiff in Dienst gestellt, in einer Zeit, in der die letzten portugiesischen Kolonien in die Unabhängigkeit entlassen wurden. Im Jahr zuvor hatte die Nelkenrevolution die Diktatur hinweggefegt. Zusammen mit der Afonso Cerqueira evakuierte die João Roby Mário Lemos Pires, den letzten Gouverneur der Kolonie Portugiesisch-Timor und seine Männer von der Insel Atauro, wohin sich Pires vor den Kämpfen des ausgebrochenen Bürgerkrieges zwischen FRETILIN und União Democrática Timorense (UDT) zurückgezogen hatte. Die beiden portugiesischen Kriegsschiffe verließen die Kolonie am 8. Dezember 1975, einen Tag nachdem Indonesien offen mit der Invasion (Operation Seroja) in die portugiesische Kolonie begonnen und die vor Atauro liegende koloniale Hauptstadt Dili besetzt hatte. Indonesien hatte bereits in den Monaten zuvor die Grenzgebiete Portugiesisch-Timors besetzt, worauf die FRETILIN am 28. November mit der Ausrufung der Unabhängigkeit reagiert hatte. In beiden Fällen griff Portugal nicht militärisch ein.

## Technische Beschreibung
Die Korvette ist 85 Meter lang, 10,3 Meter breit und hat einen Tiefgang von 3,3 Metern. Sie hat eine Verdrängung von 1380 t und erreicht eine maximale Geschwindigkeit von 23 Knoten. 71 Mann (inklusive sieben Offiziere und 14 Unteroffiziere) bilden die Besatzung. Die João Roby verfügt über ein 100-mm-Schnellfeuergeschütz vom Typ Creusot-Loire und zwei 40-mm-Geschütze Bofors L/70. Zur Ausrüstung gehört ein Radar KH5000 Nucleu und ein Radar Racal Decca RM 316P.